# Cyllophorus
Cyllophorus är ett släkte av skalbaggar. Cyllophorus ingår i familjen vivlar.

## Dottertaxa tillCyllophorus, i alfabetisk ordning[1]
- Cyllophorus africanus
- Cyllophorus albomaculatus
- Cyllophorus angulatus
- Cyllophorus angustus
- Cyllophorus assiniensis
- Cyllophorus basalis
- Cyllophorus bicolor
- Cyllophorus bidentatus
- Cyllophorus bimaculatus
- Cyllophorus brunneicollis
- Cyllophorus camerunensis
- Cyllophorus centralis
- Cyllophorus centrinoides
- Cyllophorus completus
- Cyllophorus compositus
- Cyllophorus contemptus
- Cyllophorus corpulentus
- Cyllophorus crassirostris
- Cyllophorus dictator
- Cyllophorus elegans
- Cyllophorus fallaciosus
- Cyllophorus falsus
- Cyllophorus fasciatus
- Cyllophorus griseomaculatus
- Cyllophorus hieroglyphicus
- Cyllophorus hilaris
- Cyllophorus hintzi
- Cyllophorus humilis
- Cyllophorus imitator
- Cyllophorus josephus
- Cyllophorus lucidulus
- Cyllophorus luctuosus
- Cyllophorus lujai
- Cyllophorus mesmini
- Cyllophorus modestus
- Cyllophorus nebulosus
- Cyllophorus novemmaculatus
- Cyllophorus nudus
- Cyllophorus obscurus
- Cyllophorus ovatus
- Cyllophorus plagiatus
- Cyllophorus proecanus
- Cyllophorus pustulatus
- Cyllophorus quatuordecemnotatus
- Cyllophorus rhombicus
- Cyllophorus robustirostris
- Cyllophorus rubripes
- Cyllophorus rubrosignatus
- Cyllophorus ruficollis
- Cyllophorus scutellatus
- Cyllophorus silaceovittatus
- Cyllophorus similis
- Cyllophorus strabus
- Cyllophorus subbifasciatus
- Cyllophorus sublineatus
- Cyllophorus suturalis
- Cyllophorus tenue
- Cyllophorus timidus
- Cyllophorus tricolor
- Cyllophorus trifasciatus
- Cyllophorus vagus
- Cyllophorus vicinus